# Haus der Kultur (Reckendorf)

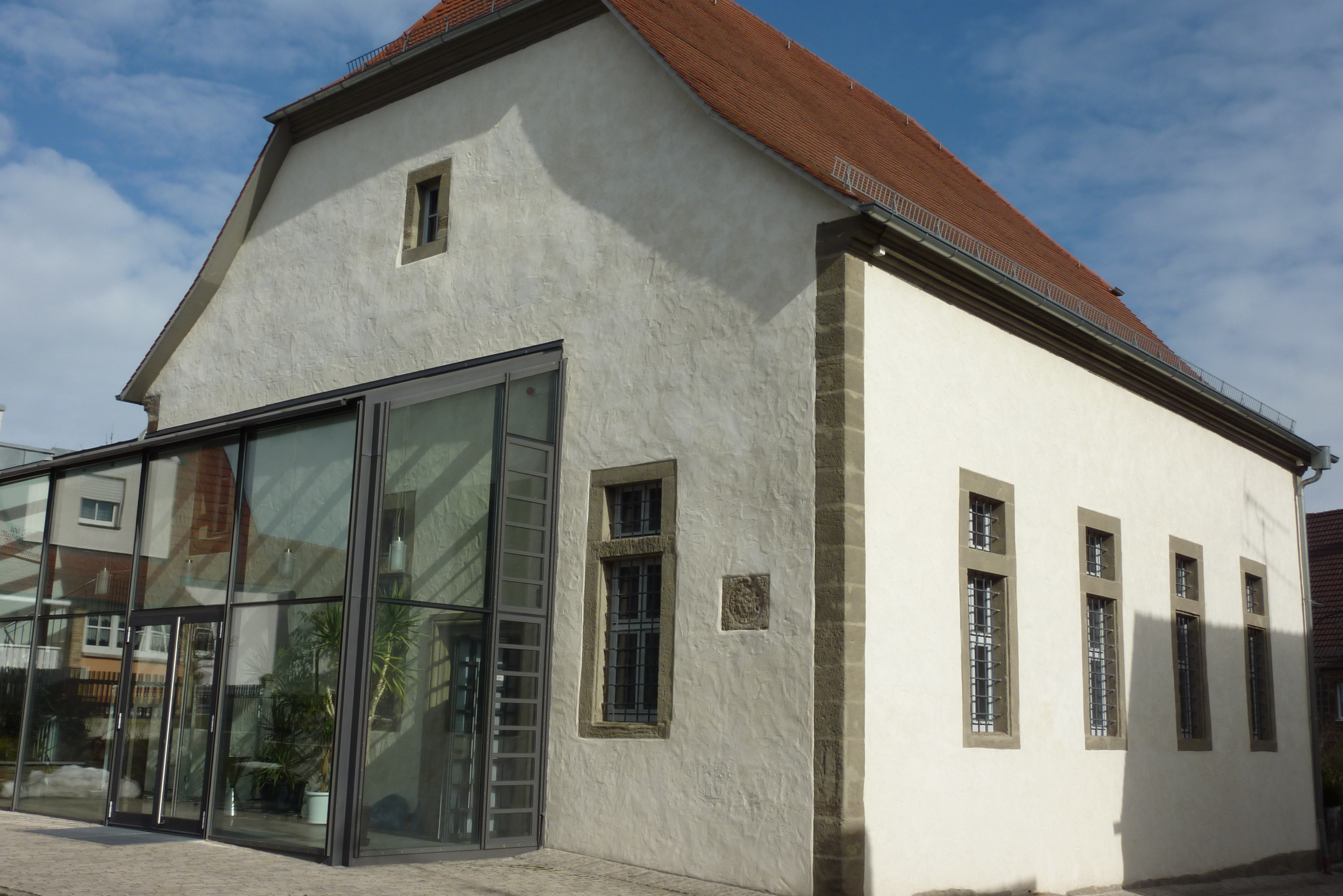
Synagoge in Reckendorf

Das Haus der Kultur in Reckendorf, einer Gemeinde im oberfränkischen Landkreis Bamberg in Bayern, wurde ab 1727 als Synagoge erbaut. Sie befindet sich im Ortskern (Ahornweg 3), nördlich der Kirche.

## Geschichte
Spätestens seit Ende des 17. Jahrhunderts wurde in Reckendorf ein Betsaal eingerichtet. Von 1727 bis 1732 wurde die Synagoge erbaut. Nach zwischenzeitlichen Umbauten erfolgte 1851 eine umfassende Renovierung. Es wurde die barocke Einrichtung entfernt und der Innenraum neu gestaltet, gleichzeitig wurde das Bodenniveau angehoben.
Ein regelmäßiger Gottesdienst war seit Mitte der 1920er Jahre nicht mehr möglich, da der Minjan nicht mehr zustande kam. Schon 1927 wurden wertvolle Ritualien der Synagoge nach Bamberg gebracht, die jedoch beim Novemberpogrom 1938 zerstört wurden.

## Zeit des Nationalsozialismus
Am 10. November 1938 kamen SA-Leute aus Bamberg, um die Synagoge in Reckendorf niederzubrennen. Sie zerschlugen die Inneneinrichtung der Synagoge und die Trümmer wurden außerhalb des Ortes verbrannt. Die Synagoge wurde nicht angezündet, aber die Wohnungen der jüdischen Bewohner verwüstet.
Das Synagogengebäude kam im Juli 1939 in den Besitz der politischen Gemeinde und wurde während des Zweiten Weltkriegs als Gefangenenlager genutzt. Deshalb wurde auf der Höhe der Frauenempore eine Zwischendecke eingezogen. Ab 1952 zog eine Schuhfabrik und danach eine Herdfabrik in das Gebäude. Schließlich wurde es als Lager für die Reckendorfer Schlossbrauerei genutzt.

## Heutiger Zustand
Im Jahr 2001 kaufte die Gemeinde Reckendorf die ehemalige Synagoge und nach mehrjährigen Sanierungsarbeiten konnte die ehemalige Synagoge Reckendorf 2005 als Haus der Kultur eröffnet werden.

## Genisa
Bei den Umbauarbeiten wurde eine Genisa mit Tausenden von Fundstücken entdeckt. Diese bestehen aus Textil- und Lederresten, Tora-Wimpeln aus dem 17. Jahrhundert und literarischen Funden, darunter ein Pergament aus dem 15. Jahrhundert. Ein Teil der Funde ist seit längerer Zeit im Jüdischen Museum Fürth und im Fränkische-Schweiz-Museum in Tüchersfeld ausgestellt.
Eine Dauerausstellung unter anderem mit ausgewählten Stücken aus der Genisa befindet sich auf der Frauenempore und kann einmal monatlich besichtigt werden.